# 纺织城街道
纺织城街道，是中华人民共和国陕西省西安市灞桥区下辖的一个乡镇级行政单位。

## 行政区划
纺织城街道下辖以下地区：
向阳坊社区、六棉社区、五环社区、四棉社区、三棉社区、一印社区、纺医社区、向民社区、纺星社区、电建社区、枣园刘社区和枣园苏村。

## 交通
- 西康铁路、武西高速铁路、渝西高速铁路、西延高速铁路：西安东站